# Parabrahman
Parabrahman ou Paraṃbrahman (devanāgarī: परंब्रह्मन्) est un terme sanskrit de la philosophie hindoue qui désigne l'« Esprit Suprême » ou la réalité ultime. Parabrahman est le “Brahman suprême“ ce qui est au-delà de toutes les descriptions et conceptualisations. Il est décrit comme sans forme qui imprègne éternellement tout, partout dans l'univers et tout ce qui est au-delà.

## Parabrahman et Vedānta
Dans le Vedānta et plus particulièrement l'Advaita Vedānta, Parabrahman signifie la réalité ultime qui est une et non-duelle, inconditionnée, sans qualité et sans attribut.